# Hymn Pakistanu
Pak sar zamin śad bad (Błogosławiony niech będzie ten święty kraj) – hymn państwowy Pakistanu. Został on przyjęty w roku 1954. Słowa napisał w 1952 Abu-Al-Asar Hafeez Jullandhuri, a muzykę skomponował w 1949 Ahmed Ghulamali Chagla.

## Oficjalne słowa w językuurdu[2]
پاک سرزمین شاد باد
كشور حسين شاد باد
تو نشان عزم ﮔلیشان
! ارض پاکستان
مرکز یقین شاد باد
پاک سرزمین کا نظام
قوت اخوت عوام
قوم ، ملک ، سلطنت
پائندﻩ تابندﻩ باد
شاد باد منزل مراد
پرچم ستارہ و ہلال
رہبر ترقی و کمال
ترجمان ماضی شان حال
! جان استقبال
سایۂ خدائے ذوالجلال

## Transkrypcja łacińska[3]
Pak sarzamīn šād bād
Kiśwar-e-hasin šād bād
Tu nišan-e-azm-e-aali šan
Arz-e-Pākistān
Markaz-e-yaqïn šād bād
Pāk sarzamīn kā nizām
Quwwat-e-uxūwat-e-`awām
Qaum, mulk, saltanat
Pā-inda tābinda bād
šād bād manzil-e-murād
Parčam-e-sitāra-o-hilāl
Rahbar-e-taraqqī-o-kamāl
Tarjumān-e-māzī, šān-e-hāl
Jān-e-istiqbāl
Sāyah-e-xudā- e-Zūl-Jalāl

## Tłumaczenie polskie[potrzebnyprzypis]
Niech będzie błogosławiona święta ziemia,
Niech szczęśliwy będzie piękny kraj,
Symbol prześwietnej wielkości,
Ziemio Pakistanu.
Bądź szczęśliwa, ośrodku wiary.
Ustrój tej świętej ziemi
To potęga braterstwa ludu.
Niech Naród, Kraj i Państwo
Błyszczą w nieprzemijającej chwale.
Bądź szczęśliwa, celu naszych dążeń.
Ta flaga Półksiężyca i Gwiazdy
Wyznacza drogę do Postępu i Perfekcji,
Tłumacz naszej przeszłości, chwała naszej teraźniejszości,
Dusza naszej przyszłości,
Symbol opieki Najwyższego.